# ریس براون (بازیکن فوتبال، زاده ۱۹۹۶)
ریس براون (انگلیسی: Reece Brown؛ زادهٔ ۳ مارس ۱۹۹۶) بازیکن فوتبال اهل بریتانیا است.
از باشگاه‌هایی که در آن بازی کرده‌است می‌توان به باشگاه فوتبال چسترفیلد، باشگاه فوتبال فارست گرین راورز، باشگاه فوتبال نوتس کانتی، و باشگاه فوتبال بیرمنگام سیتی اشاره کرد.
وی همچنین در تیم‌های ملی فوتبال England national under-16 football team، زیر ۱۷ سال انگلستان، زیر ۱۸ سال انگلستان، و زیر ۲۰ سال انگلستان بازی کرده‌است.